# Giacomo Agostini
Giacomeo d'Agostini (Brescia, Italia, 16 de junio de 1942), más conocido como Giacomo Agostini, es un piloto de motociclismo italiano más laureado en la historia del Campeonato Mundial de Motociclismo. Ostentando un total de 15 títulos mundiales y 122 victorias en grandes premios, de los cuales 8 títulos y 68 victorias corresponden a la máxima categoría, 500 cc, y el resto en 350 cc.
Obtuvo la mayor parte de sus logros para la marca italiana MV Agusta.

## Primeros años
Agostini nació en Brescia, Lombardía, hijo de Aurelio Agostini y Maria Vittoria. Su familia era de Lovere, donde su padre era trabajador del Ayuntamiento. El mayor de cuatro hermanos, Agostini inicialmente 
tuvo que escaparse para competir, primero en eventos de ascenso y luego en carreras de carretera, ya que su padre no aprobó su carrera de motociclista e hizo todo lo posible para persuadirlo de que no corriera.
Finalmente, su padre llegó a un acuerdo con él y ganó el campeonato italiano de 1963 a bordo de un Morini. Tuvo su oportunidad cuando el corredor de la fábrica Morini, Tarquinio Provini dejó el equipo para subir a una Benelli. El conde Alfonso Morini contrató al joven Agostini para que lo sustituyera. En latemporada 1964, Agostini ganaría el título italiano de 350 c. c. y demostró su calidad al terminar cuarto en el Gran Premio de Italia en Monza.

## Campeón Mundial
Los resultados llamaron la atención del Conde Domenico Agusta quien contrató a Agostini para que pilotara su MV Agusta con Mike Hailwood como compañero de equipo. Agostini mantuvo una batalla durante toda la temporada con la Honda de Jim Redman para el Mundial de 350 c. c. de 1965. Parecía que iba a ser campeón cuando en el último Gran Premio en Japón en Circuito de Suzuka cuando su moto le falló y le dio el título a Redman.

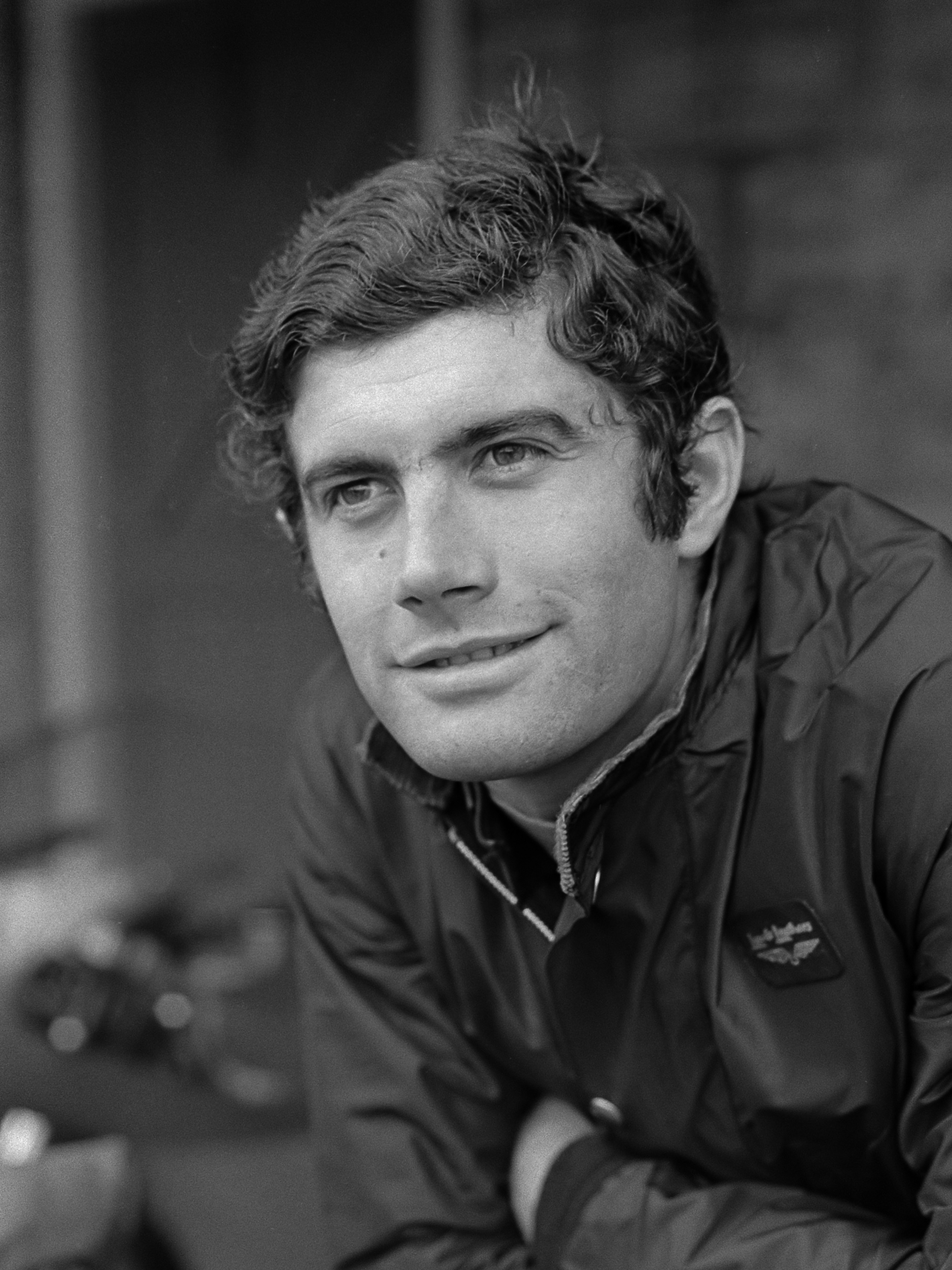
Giacomo Agostini (1968)

Al final de la temporada de 1965, Hailwood se fue para unirse a Honda, ya que se había cansado de trabajar para el difícil Conde Agusta. Con Agostini ahora como primer piloto de MV Agusta, respondió ganando el título de 500 c. c. siete años consecutivos para la fábrica italiana. También ganó el de 350 c. c. siete veces. Además de los éxitos de Agostini en el TT, también ganó 7 carreras de Gran Premio del Úlster y 10 TT Isla de Man. Fue el único piloto no británico que logró al mismo tipo victorias en estas carreras británicas, que eran 2 de las carreras más difíciles del mundo del momento. En la temporada 1967 luchó contra Hailwood en una de las temporadas más trágicas en la historia del Gran Premio. Cada corredor tuvo 5 victorias antes de que el campeonato se decidiera a favor de Agostini en la última carrera de la temporada.

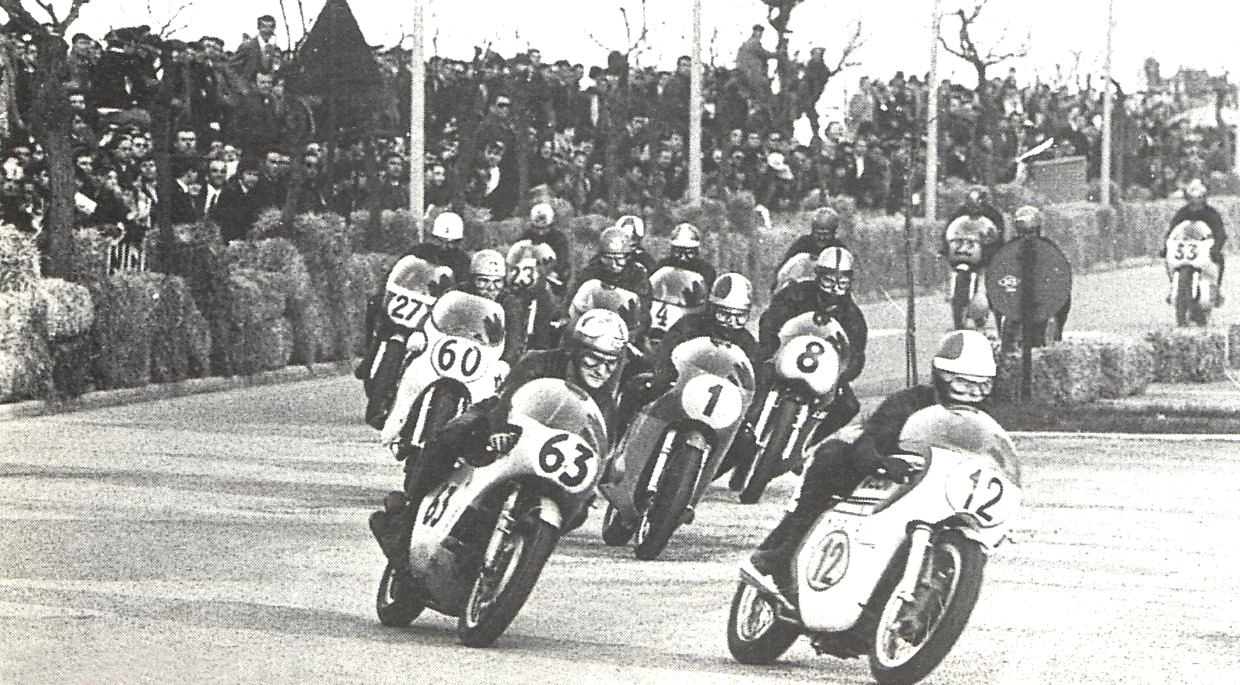
Mike Hailwood (63) y Agostini (1) en la carrera de 500 cc de 1969 disputada en Riccione, valedera para la Temporada Romagnola

Agostini anunció una noticia bomba en el panorama mundial cuando anunció que nunca más volvería a correr en la TT Isla de Man, después de la muerte de su íntimo amigo, Gilberto Parlotti en el TT de 1972. Consideraba que el circuito de 37 millas era inseguro para la competición. En ese momento, la TT era la carrera más prestigiosa del calendario de motociclismo. Otros pilotos principales se unieron al boicot y en la temporada 1977, la carrera fue retirada del calendario del Mundial.
También fue muy comentado el anuncio de Agostini de dejar MV Agusta para fichar por Yamaha en la temporada 1974. En su debut con la fábrica japonesa, ganó la prestigioso Daytona 200, la principal carrera de motocicletas estadounidense. 
Ganó el Campeonato del mundo de 350 c. c. de 1974 pero las lesiones y los problemas mecánicos le impidieron ganar la corona de 500 c. c. Volvió a ganar el título 500 c. c. de 1975, consiguiéndolo por primera vez con una máquina de dos tiempos en la categoría reina.
El campeonato de 1975 también sería el último título mundial para el italiano de 33 años. En la temporada 1976, corrió con Yamaha y MV en 500 c. c., pero solo corrió una vez en 350 c. c. para ganar en Gran Premio de los Países Bajos. En el complicado circuito de Nürburgring, eligió la MV Agusta de 500 c. c. y se llevó a la victoria, en el que sería el último triunfo en un Gran Premio para él, para la marca y para los motores cuatro tiempos en 500 c. c.
Se retiró de la competición después de terminar sexto en la temporada de la temporada 1977, en la que también participó en carreras de resistencia de 750 c. c. para Yamaha.

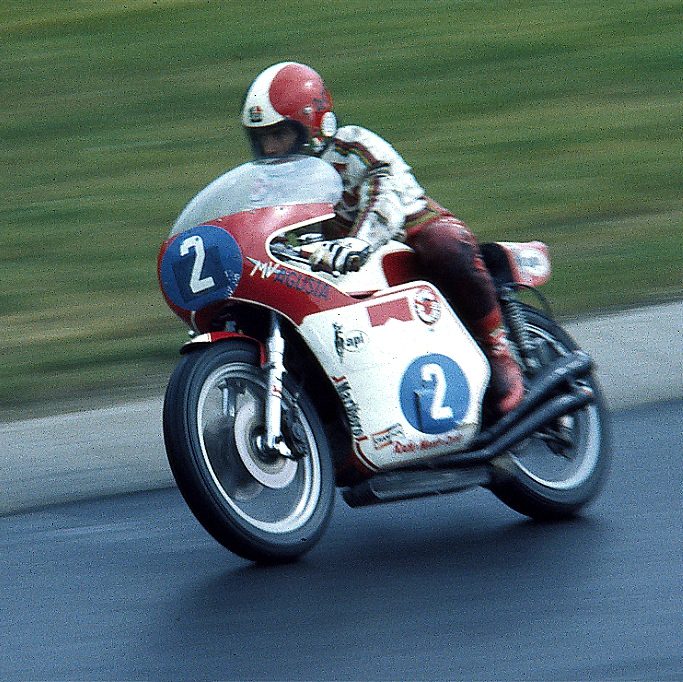
Giacomo Agostini en el circuito de Nürburgring en 1976.

## Automovilismo
Como John Surtees y Mike Hailwood antes que él, Agostini corrió en automovilismo. Compitió en la Fórmula 2 Europea con un Chevron B42-BMW y Campeonato Británico de Fórmula 1 con su propio equipo con un Williams FW06. Terminó su carrera automovilística en 1980.

## Jefe de escudería
En la temporada 1982 Agostini regresó al Mundial de motos como gerente de equipo del Marlboro Yamaha. En esta función, ganó tres títulos de 500 c. c. con Eddie Lawson y consagró a otros pilotos exitosos como Graeme Crosby y Kenny Roberts. Bajo su dirección, los pilotos ganaron los campeonatos de Fórmula 1 Daytona 1982 (Crosby), 1983 y 1984 Fórmula 1 Daytona (Roberts) y 1986 Superbike Daytona (Lawson).
Entre la temporada 1986 y la temporada 1990 también dirigió el equipo Marlboro Yamaha 250 c. c. con pilotos como Luca Cadalora, Martin Wimmer y Àlex Crivillé.
Desde la temporada 1992 se desempeñó como gerente de equipo de carreras de Cagiva hasta la temporada 1994, cuando Cagiva se retiró del campeonato mundial.
La última temporada de Agostini como gerente de equipo fue la temporada 1995 cuando logró un equipo Honda de 250 c. c. con Doriano Romboni como piloto.

## Resultados en el Campeonato del Mundo de Motociclismo
Sistema de puntuación desde 1950 hasta 1968:
| Posición | 1.º | 2.º | 3.º | 4.º | 5.º | 6.º |
| Puntos   | 8   | 6   | 4   | 3   | 2   | 1   |

Sistema de puntuación desde 1969 hasta 1987:
| Posición | 1.º | 2.º | 3.º | 4.º | 5.º | 6.º | 7.º | 8.º | 9.º | 10.º |
| Puntos   | 15  | 12  | 10  | 8   | 6   | 5   | 4   | 3   | 2   | 1    |

(Carreras en negrita indica pole position, carreras en cursiva indica vuelta rápida)

### Carreras por temporada
| Año  | Cat.  | Moto        | 1       | 2       | 3       | 4       | 5       | 6       | 7       | 8       | 9       | 10      | 11      | 12      | 13      | Pts. | Pos. |
| ---- | ----- | ----------- | ------- | ------- | ------- | ------- | ------- | ------- | ------- | ------- | ------- | ------- | ------- | ------- | ------- | ---- | ---- |
| 1963 | 250cc | Moto Morini | ESP -   | GER -   |         | IOM -   | NED -   | BEL -   | ULS -   | DDR -   |         | NAT Ret | ARG -   | JPN -   |         | 0    | NC   |
| 1964 | 250cc | Moto Morini | USA -   | ESP -   | FRA -   | IOM -   | NED -   | BEL -   | GER 4   | DDR -   | ULS -   |         | NAT 4   | JPN -   |         | 6    | 12.º |
| 1965 | 350cc | MV Agusta   |         | GER 1   | IOM 3   | NED 3   |         | DDR Ret | CZE Ret | ULS -   | FIN 1   | NAT 1   | JPN 5   |         |         | 32   | 2.º  |
| 1965 | 500cc | MV Agusta   | USA -   | GER 2   | IOM Ret | NED 2   | BEL 2   | DDR 2   | CZE 2   | ULS -   | FIN 1   | NAT 2   |         |         |         | 32   | 2.º  |
| 1966 | 350cc | MV Agusta   | GER Ret | FRA 2   | NED 2   |         | DDR 1   | CZE 2   | FIN Ret | ULS 2   | IOM 1   | NAT 1   | JPN -   |         |         | 42   | 2.º  |
| 1966 | 500cc | MV Agusta   | GER 2   |         | NED 2   | BEL 1   | DDR Ret | CZE 2   | FIN 1   | ULS 2   | IOM 2   | NAT 1   |         |         |         | 36   | 1.º  |
| 1967 | 350cc | MV Agusta   | GER 2   | IOM 2   | NED 2   |         | DDR 2   | CZE 7   |         | ULS 1   | NAT Ret |         | JPN -   |         |         | 32   | 2.º  |
| 1967 | 500cc | MV Agusta   | GER 1   | IOM Ret | NED 2   | BEL 1   | DDR 1   | CZE 2   | FIN 1   | ULS 20  | NAT 1   | CAN 2   |         |         |         | 46   | 1.º  |
| 1968 | 350cc | MV Agusta   | GER 1   |         | IOM 1   | NED 1   |         | DDR 1   | CZE 1   |         | ULS 1   | NAT 1   |         |         |         | 32   | 1.º  |
| 1968 | 500cc | MV Agusta   | GER 1   | ESP 1   | IOM 1   | NED 1   | BEL 1   | DDR 1   | CZE 1   | FIN 1   | ULS 1   | NAT 1   |         |         |         | 48   | 1.º  |
| 1969 | 350cc | MV Agusta   | ESP 1   | GER 1   |         | IOM 1   | NED 1   |         | DDR 1   | CZE 1   | FIN 1   | ULS 1   | NAT -   | YUG -   |         | 90   | 1.º  |
| 1969 | 500cc | MV Agusta   | ESP 1   | GER 1   | FRA 1   | IOM 1   | NED 1   | BEL 1   | DDR 1   | CZE 1   | FIN 1   | ULS 1   | NAT -   | YUG -   |         | 105  | 1.º  |
| 1970 | 350cc | MV Agusta   | GER 1   |         | YUG 1   | IOM 1   | NED 1   |         | DDR 1   | CZE 1   | FIN 1   | ULS 1   | NAT 1   | ESP -   |         | 105  | 1.º  |
| 1970 | 500cc | MV Agusta   | GER 1   | FRA 1   | YUG 1   | IOM 1   | NED 1   | BEL 1   | DDR 1   |         | FIN 1   | ULS 1   | NAT 1   | ESP -   |         | 90   | 1.º  |
| 1971 | 350cc | MV Agusta   | AUT 1   | GER 1   | IOM Ret | NED 1   |         | DDR 1   | CZE Ret | SWE 1   | FIN 1   | ULS -   | NAT Ret | ESP -   |         | 90   | 1.º  |
| 1971 | 500cc | MV Agusta   | AUT 1   | GER 1   | IOM 1   | NED 1   | BEL 1   | DDR 1   |         | SWE 1   | FIN 1   | ULS -   | NAT Ret | ESP -   |         | 90   | 1.º  |
| 1972 | 350cc | MV Agusta   | GER 2   | FRA 4   | AUT 1   | NAT 1   | IOM 1   | YUG Ret | NED 1   |         | DDR Ret | CZE Ret | SWE 1   | FIN 1   | ESP -   | 102  | 1.º  |
| 1972 | 500cc | MV Agusta   | GER 1   | FRA 1   | AUT 1   | NAT 1   | IOM 1   | YUG Ret | NED 1   | BEL 1   | DDR 1   | CZE 1   | SWE 1   | FIN 1   | ESP -   | 105  | 1.º  |
| 1973 | 350cc | MV Agusta   | FRA 1   | AUT Ret | GER Ret | NAT 1   | IOM -   | YUG DNS | NED 1   |         | CZE 2   | SWE 2   | FIN 1   | ESP -   |         | 84   | 1.º  |
| 1973 | 500cc | MV Agusta   | FRA Ret | AUT Ret | GER Ret | NAT C   | IOM -   | YUG DNS | NED Ret | BEL 1   | CZE 1   | SWE 2   | FIN 1   | ESP -   |         | 57   | 3.º  |
| 1974 | 350cc | Yamaha      | FRA 1   | GER DNS | AUT 1   | NAT 1   | IOM -   | NED 1   |         | SWE DNS | FIN -   |         | YUG 1   | ESP Ret |         | 75   | 1.º  |
| 1974 | 500cc | Yamaha      | FRA Ret | GER DNS | AUT 1   | NAT Ret | IOM -   | NED 1   | BEL 2   | SWE Ret | FIN -   | CZE 6   |         |         |         | 47   | 4.º  |
| 1975 | 350cc | Yamaha      | FRA 2   | ESP 1   | AUT Ret | GER Ret | NAT 2   | IOM -   | NED 4   |         |         | FIN 2   | CZE Ret | YUG -   |         | 59   | 2.º  |
| 1975 | 500cc | Yamaha      | FRA 1   |         | AUT Ret | GER 1   | NAT 1   | IOM -   | NED 2   | BEL Ret | SWE Ret | FIN 1   | CZE 2   |         |         | 84   | 1.º  |
| 1976 | 350cc | MV Agusta   | FRA Ret | AUT Ret | NAT Ret | YUG Ret | IOM -   | NED 1   |         |         | FIN Ret | CZE Ret | GER Ret | ESP     |         | 15   | 15.º |
| 1976 | 500cc | MV Agusta   | FRA 5   | AUT 6   |         |         |         |         |         |         |         |         | GER 1   |         |         | 26   | 7.º  |
| 1976 | 500cc | Suzuki      |         |         | NAT Ret |         | IOM -   | NED Ret | BEL Ret | SWE DNS | FIN Ret | CZE Ret |         |         |         | 26   | 7.º  |
| 1977 | 350cc | Yamaha      | VEN     |         | GER 2   | NAT 8   | ESP Ret | FRA 11  | YUG Ret | NED Ret |         | SWE 13  | FIN Ret | CZE 10  | GBR Ret | 16   | 16.º |
| 1977 | 500cc | Yamaha      | VEN -   | AUT DNS | GER Ret | NAT 5   |         | FRA 2   |         | NED Ret | BEL 8   | SWE 9   | FIN Ret | CZE 2   | GBR 9   | 37   | 6.º  |

## Resultados completos Fórmula 750
| Año  | Clase | Moto   | 1     | 2     | 3       | 4     | 5     | 6     | 7     | 8     | 9     | 10    | 11      | 12      | 13      | 14    | 15      | 16    | 17    | 18      | 19      | Pts. | Pos. |
| ---- | ----- | ------ | ----- | ----- | ------- | ----- | ----- | ----- | ----- | ----- | ----- | ----- | ------- | ------- | ------- | ----- | ------- | ----- | ----- | ------- | ------- | ---- | ---- |
| 1975 | 750cc | Yamaha | USA 4 | ITA 1 | ITA 2   | BEL 1 | BEL 2 | FRA 1 | FRA 2 | SWE 1 | SWE 2 | FIN 1 | FIN 2   | SIL 1   | SIL 2   | NED 1 | NED 2   | GER 1 | GER 2 |         |         | 8    | 21.º |
| 1976 | 750cc | Yamaha | USA   | VEN 1 | VEN 2   | ITA 1 | ITA 2 | ESP 1 | ESP 2 | BEL 1 | BEL 2 | FRA 1 | FRA 2 3 | SIL 1   | SIL 2   | NED 1 | NED 2 1 | GER 1 | GER 2 |         |         | 12   | 18.º |
| 1977 | 750cc | Yamaha | USA   | ITA 1 | ITA 2 3 | ESP   | FRA 1 | FRA 2 | GBR 1 | GBR 2 | AUT 2 | BEL 1 | BEL 2   | NED 1 4 | NED 2 4 | USA 1 | USA 2   | CAN 1 | CAN 2 | GER 1 1 | GER 2 1 | 45   | 3.º  |

## Resultados completos Fórmula 1 Británica
| Año  | Equipo           | Chasis        | Motor    | 1     | 2     | 3     | 4       | 5     | 6     | 7     | 8     | 9     | 10      | 11      | 12      | 13    | 14    | 15    | Pos. | Pts. |
| ---- | ---------------- | ------------- | -------- | ----- | ----- | ----- | ------- | ----- | ----- | ----- | ----- | ----- | ------- | ------- | ------- | ----- | ----- | ----- | ---- | ---- |
| 1979 | Giacomo Agostini | Williams FW06 | Cosworth | ZOL 9 | OUL 6 | BRH 5 | MAL Ret | SNE 2 | THR 6 | ZAN 3 | DON 9 | OUL 3 | NOG Ret | MAL Ret | BRH Ret | THR 6 | SNE 7 | SIL 7 | 8.º  | 19   |